# Omphax rhodocera
Omphax rhodocera là một loài bướm đêm trong họ Geometridae.